# Amin (priimek)
Amin je priimek več znanih tujih oseb:

## Znani nosilci priimka
- Hafizullah Amin (1929—1979), afganistanski politik
- Idi Amin (1923—2003), ugandski general in politik
- Mervat Amin (*1946), izraelska igralka